# Droit des contrats au Maroc
Le droit des contrats, au Maroc, est régi par le dahir formant Code des obligations et des contrats promulgué par le sultan Moulay Youssef en 1913. Il s'agit d'une synthèse du droit hanéfite et malékite.

## Compléments